# V396 Большого Пса
V396 Большого Пса (лат. V396 Canis Majoris) — одиночная переменная звезда в созвездии Большого Пса на расстоянии (вычисленном из значения параллакса) приблизительно 8209 световых лет (около 2517 парсеков) от Солнца. Видимая звёздная величина звезды — от +13,3m до +12,3m.

## Характеристики
V396 Большого Пса — красная углеродная пульсирующая медленная неправильная переменная звезда (LB) спектрального класса C5,3: или C.